# Peczaniwka
Peczaniwka (ukr. Печанівка; pol. hist. Peczanówka) – wieś na Ukrainie, w obwodzie żytomierskim, w rejonie żytomierskim, w hromadzie Miropol. W 2001 liczyła 1231 mieszkańców, spośród których 1204 wskazało jako ojczysty język ukraiński, 25 rosyjski, 1 białoruski, a 1 inny.
Znajduje tu się stacja kolejowa Peczaniwka, położona na linii Koziatyn – Berdyczów – Szepetówka.

## Historia
W XIX i w początkach XX w. Peczanówka położona była w Rosji, w guberni wołyńskiej, w powiecie nowogródwołyńskim.
Po I wojnie światowej w granicach Związku Sowieckiego. Od 1991 na niepodległej Ukrainie.